# Tigveni
Tigveni è un comune della Romania di 3 424 abitanti, ubicato nel distretto di Argeș, nella regione storica della Muntenia.
Il comune è formato dall'unione di 8 villaggi: Bădislava, Bălilești, Bălteni, Blaju, Bîrseștii de Jos, Bîrseștii de Sus, Tigveni, Vlădești.